# Johannes Salmonsson
Christian Johannes Salmonsson (* 7. Februar 1986 in Uppsala) ist ein schwedisch-deutscher Eishockeyspieler, der seit 2019 bei IK Oskarshamn aus der Svenska Hockeyligan unter Vertrag steht. Zuvor spielte er unter anderem bereits für die Kölner Haie und Iserlohn Roosters in der Deutschen Eishockey Liga.

## Karriere
Salmonsson begann mit dem Eishockey spielen bei Almtuna IS, einem Verein seiner Heimatstadt Uppsala, welcher in der zweithöchsten schwedischen Eishockeyliga spielt. Im Jahr 2003 konnte er bei Djurgårdens IF erste Erfahrungen in Schwedens höchster Eishockeyliga sammeln, war auf Leihbasis in dieser Zeit aber auch weiterhin für Almtuna aktiv.
Beim NHL-Draft 2004 wurde Salmonsson in Runde 2 auf Position 31 von den Pittsburgh Penguins ausgewählt, worauf er für die Saison 2005/06 zu den Spokane Chiefs, die ihn beim CHL Import Draft 2005 in der ersten Runde als insgesamt 15. Spieler gezogen hatten, in die Western Hockey League wechselte. Mit 12 Toren in 54 Spielen für die Chiefs konnte er sich erstmal nicht für die NHL empfehlen und wechselte für die Saison 2006/07 wieder in die erste schwedische Liga zu Brynäs IF. Für die folgende Saison wurde er zum großen Teil an Rögle BK in die 2. Schwedische Liga abgegeben, bei welchen er mit 24 Punkten (15 Toren) in 34 Spielen zum Aufstieg des Vereins in die höchste schwedische Eishockeyliga beitragen konnte.
Zusammen mit seinem Landsmann Daniel Widing wechselte er für die Saison 2009/10 zum HC Davos in die höchste Schweizer Eishockeyliga. Mit seinem neuen Verein nahm er neben den Ligaspielen auch am Spengler Cup des Jahres 2009 teil. Zeitweise wurde der Stürmer, auch auf Grund der strengen Ausländerregelungen in der Schweizer Eishockeyliga, während der Saison an den Davoser Ligakonkurrenten EHC Biel ausgeliehen.
Ab der Saison 2010/11 spielte er wieder in seinem Heimatland für den Traditionsverein AIK, welcher in dieser Saison wieder in die höchste Liga des Landes aufgestiegen war. In den folgenden 2 Jahren konnte er mit AIK jeweils das Halbfinale der Play-offs erreichen. Auch mit dem Linköping HC, zu dem er für die Saison 2012/13 wechselte, stand er die kommenden drei Jahre jeweils im Play-off-Halbfinale der schwedischen Eliteliga. Insbesondere seine Leistungen in den Play-offs sowie seine Schnelligkeit veranlassten seinen Landsmann und Trainer bei den Kölner Haien, Niklas Sundblad, ihn für die Saison 2015/16 zu verpflichten.
Im August 2017, nachdem er seinen deutschen Pass erhalten hatte, wechselte er zu den Iserlohn Roosters. Ein Jahr später kehrte er nach Schweden zurück, wo er in der Saison 2018/19 für Timrå IK spielte. Seit 2019 gehört er zum Team von IK Oskarshamn. 2024 stieg die Mannschaft in die zweite Liga ab.

### International
Johannes Salmonsson wurde in alle schwedischen Juniorennationalmannschaften berufen. In den Jahren 2004, 2005 und 2006 nahm er für sein Heimatland an den U20-Eishockeyweltmeisterschaften teil.

## Karrierestatistik
Stand: Ende der Saison 2023/24

### International
Vertrat Schweden bei:
- U20-Junioren-Weltmeisterschaft 2004
- U20-Junioren-Weltmeisterschaft 2005
- U20-Junioren-Weltmeisterschaft 2006

(Legende zur Spielerstatistik: Sp oder GP = absolvierte Spiele; T oder G = erzielte Tore; V oder A = erzielte Assists; Pkt oder Pts = erzielte Scorerpunkte; SM oder PIM = erhaltene Strafminuten; +/− = Plus/Minus-Bilanz; PP = erzielte Überzahltore; SH = erzielte Unterzahltore; GW = erzielte Siegtore; 1 Play-downs/Relegation; Kursiv: Statistik nicht vollständig)

## Persönliches
Salmonsson hat mütterlicherseits deutsche Vorfahren. Im Sommer 2017 erhielt er die deutsche Staatsbürgerschaft, nachdem er erfolgreich an einer Sprachprüfung und einem Einbürgerungstest teilgenommen hatte.